# Bloqueo indirecto

## Bloqueo indirecto
El bloqueo indirecto es una situación técnico/táctica ofensiva que se da en baloncesto a través de la cual un jugador sin balón (bloqueado) obtendrá una ventaja para recibir  gracias a la obstaculización con el cuerpo a su defensor por parte de un compañero (bloqueador). 

### Aplicación
El jugador bloqueado debe distraer a su defensor y llevarle al bloqueo para conseguir que choque contra el muro que es nuestro compañero. El bloqueador, tras la realización del bloqueo indirecto, continuará para intentar obtener ventaja para su recepción también.
El bloqueo indirecto es un recurso muy utilizado tanto en situaciones de juego por conceptos, en los que priman la libertad y la toma de decisiones de los jugadores, como en situaciones de sistema cerrados, en los cuales los jugadores se limitan a realizar acciones previamente fijadas por el entrenador. En ambas situaciones el jugador bloqueado deberá ser capaz de interpretar la forma en la que su defensor pasa el bloqueo para obtener la mayor ventaja posible. Su uso en situaciones de saque de banda o de fondo está totalmente extendido ya que da opciones de anotar fácil si la jugada se realiza correctamente. 

### Aspectos a tener en cuenta
A la hora de realizar el bloqueo indirecto el bloqueador debe tener en cuenta los siguientes aspectos para no cometer falta en ataque: 
- Realizar el bloqueo completamente parado.
- No sacar ni codos ni rodillas a la hora de bloquear.

### Tipos de Bloqueo Indirecto
- Bloqueo vertical, que se realiza verticalmente respecto a la línea de fondo.
- Bloqueo horizontal, que se realiza horizontalmente respecto a la línea de fondo.
- Bloqueo diagonal, que se realiza orientando la salida del bloqueo hacia la esquina del campo.
- Bloqueo ciego, que se realiza a la espalda del defensor, sin que este vea donde se coloca la pantalla.